# Malik Rose
Malik Jabari Rose (Filadelfia, Pensilvania, 23 de noviembre de 1974) es un exjugador de baloncesto estadounidense que jugó 13 temporadas en la NBA. Con 2,01 metros de estatura, jugaba en la posición de ala-pívot. Actualmente ejerce como mánager general de los Erie BayHawks de la NBA G League.

## Carrera

### Universidad
Procedente del Instituto Overbrook en Filadelfia (el mismo al que asistió Wilt Chamberlain), Rose disputó cuatro temporadas en la Universidad de Drexel, donde promedió 16.9 puntos, 12.6 rebotes y un 54.9% en tiros de campo en 120 partidos. En cada una de sus  campañas universitarias, promedió un doble-doble, siendo además en dos ocasiones nombrado Jugador del Año de la North Atlantic Conference y MVP del torneo NAC en tres. Finalizó su carrera como el máximo reboteador de la historia de Drexel con 1.514 rebotes, tercero en puntos con 2024 y cuarto en tapones con 121.
Rose fue nombrado All-American en su temporada sénior tras promediar 20.2 puntos y 13.2 rebotes por partido con un 59.5% en tiros. Su dorsal 00 fue retirado por Drexel posteriormente.

### NBA
Rose fue seleccionado por Charlotte Hornets en la posición 44 de la segunda ronda del Draft de 1996, convirtiéndose en el segundo jugador de Drexel en jugar en la NBA tras Michael Anderson. En su primera temporada en la liga apareció en 54 partidos, uno de ellos como titular, promediando unos humildes 3 puntos y 3 rebotes en 9.7 minutos de juego.
El 29 de septiembre de 1997 fichó como agente libre por San Antonio Spurs, donde se ganaría a la afición durante las 7 temporadas y media que pasaría en la franquicia gracias a su defensa, intensidad y garra en la pista. Su mejor temporada fue la de 2002-03 en la que firmó unos decentes 10.4 puntos y 6.4 rebotes en 24.5 minutos en cancha. Rose formó parte de los Spurs que ganaron el primer campeonato en la historia de la franquicia en 1999, repitiendo éxito en 2003 liderados por Tim Duncan.
El 24 de febrero de 2005 fue traspasado a New York Knicks junto con una futura primera ronda de draft a cambio del pívot Nazr Mohammed y Jamison Brewer. Siendo relegado a un rol menor que el que protagonizaba en los Spurs, las prestaciones de Rose descendieron pasando a promediar 4.4 y 3 puntos por noche en menos de 15 minutos de juego en sus dos últimas temporadas respectivamente.
El 19 de febrero de 2009 fue traspasado a Oklahoma City Thunder a cambio de Chris Wilcox.

## Estadísticas de su carrera en la NBA

### Temporada regular
| Año     | Equipo        | PJ  | PT | MPP  | %TC  | %3P   | %TL  | RPP | APP | ROB | TPP | PPP  |
| ------- | ------------- | --- | -- | ---- | ---- | ----- | ---- | --- | --- | --- | --- | ---- |
| 1996–97 | Charlotte     | 54  | 1  | 9.7  | .477 | .000  | .613 | 3.0 | .6  | .5  | .3  | 3.0  |
| 1997–98 | San Antonio   | 53  | 0  | 8.1  | .434 | .333  | .639 | 1.7 | .4  | .4  | .1  | 3.0  |
| 1998–99 | San Antonio   | 47  | 0  | 12.9 | .463 | .000  | .671 | 3.9 | .6  | .9  | .5  | 6.0  |
| 1999–00 | San Antonio   | 74  | 3  | 18.1 | .457 | .333  | .722 | 4.5 | .6  | .5  | .7  | 6.7  |
| 2000–01 | San Antonio   | 57  | 9  | 21.4 | .435 | .176  | .713 | 5.4 | .8  | 1.0 | .7  | 7.7  |
| 2001–02 | San Antonio   | 82  | 1  | 21.0 | .463 | .083  | .720 | 6.0 | .7  | .9  | .5  | 9.4  |
| 2002–03 | San Antonio   | 79  | 13 | 24.5 | .459 | .400  | .791 | 6.4 | 1.6 | .7  | .5  | 10.4 |
| 2003–04 | San Antonio   | 67  | 13 | 18.7 | .428 | .000  | .813 | 4.8 | 1.0 | .5  | .4  | 7.9  |
| 2004–05 | San Antonio   | 50  | 1  | 17.2 | .464 | .000  | .697 | 4.5 | .8  | .6  | .2  | 6.3  |
| 2004–05 | New York      | 26  | 4  | 23.6 | .425 | .167  | .782 | 4.4 | .7  | .6  | .3  | 8.3  |
| 2005–06 | New York      | 72  | 35 | 15.5 | .374 | 1.000 | .781 | 3.6 | .9  | .6  | .2  | 4.4  |
| 2006–07 | New York      | 65  | 2  | 12.5 | .398 | .250  | .808 | 2.7 | 1.0 | .4  | .1  | 3.0  |
| 2007–08 | New York      | 49  | 3  | 10.1 | .367 | .286  | .725 | 2.1 | .6  | .3  | .1  | 3.5  |
| 2008–09 | New York      | 18  | 0  | 8.9  | .268 | .000  | .727 | 1.7 | .6  | .1  | .1  | 1.7  |
| 2008–09 | Oklahoma City | 20  | 0  | 15.7 | .378 | .000  | .800 | 3.3 | 1.3 | .4  | .1  | 5.0  |
| Total   | Total         | 813 | 85 | 16.5 | .437 | .177  | .743 | 4.1 | .8  | .6  | .3  | 6.2  |

### Playoffs
| Año     | Equipo      | PJ | PT | MPP  | %TC  | %3P  | %TL  | RPP | APP | ROB | TPP | PPP  |
| ------- | ----------- | -- | -- | ---- | ---- | ---- | ---- | --- | --- | --- | --- | ---- |
| 1996–97 | Charlotte   | 2  | 0  | 6.0  | .500 | .000 | .000 | 2.5 | .5  | .0  | .0  | 2.0  |
| 1997–98 | San Antonio | 5  | 0  | 3.6  | .667 | .000 | .500 | 1.4 | .2  | .2  | .0  | 2.0  |
| 1998–99 | San Antonio | 17 | 0  | 11.4 | .368 | .000 | .692 | 2.3 | .2  | .4  | .2  | 2.7  |
| 1999–00 | San Antonio | 4  | 0  | 20.8 | .444 | .000 | .556 | 4.8 | .3  | .5  | .8  | 5.3  |
| 2000–01 | San Antonio | 13 | 0  | 16.5 | .418 | .333 | .850 | 3.8 | .3  | .2  | .1  | 4.9  |
| 2001–02 | San Antonio | 10 | 3  | 29.2 | .479 | .000 | .740 | 7.9 | 1.4 | 1.0 | .5  | 12.9 |
| 2002–03 | San Antonio | 24 | 0  | 23.3 | .419 | .000 | .766 | 5.8 | 1.0 | .7  | .5  | 9.3  |
| 2003–04 | San Antonio | 7  | 0  | 8.3  | .250 | .000 | .500 | 2.4 | .9  | .6  | .3  | 1.4  |
| Total   | Total       | 82 | 3  | 17.5 | .427 | .111 | .739 | 4.3 | .7  | .5  | .3  | 6.2  |

## Vida personal
Tiene su propio restaurante llamado Malik’s Philly’s Phamous en San Antonio, abierto en septiembre de 2003.
Tiene cinco hermanos.